# Pillar Ridge
Pillar Ridge (von englisch pillar ‚Säule, Pfeiler‘) ist ein Gebirgskamm im Südwesten von Clarence Island im Archipel der Südlichen Shetlandinseln. Er erstreckt sich in südost-nordwestlicher Ausrichtung und endet im Pillar Point.
Wissenschaftler der britischen Joint Services Expedition to the Elephant Island Group (JSEEIG, 1976–1977) benannten ihn deskriptiv.